# Voorbijgaande schaduwen
Voorbijgaande schaduwen is een roman van Arthur van Schendel die postuum verscheen in 1948.

## Geschiedenis
De roman Voorbijgaande schaduwen van Van Schendel werd geschreven in de oorlogsjaren 1942-1943. Door die oorlogsomstandigheden konden de geschreven werken van Van Schendel niet in druk verschijnen. Een aantal in die jaren geschreven werken verscheen na de oorlog. Aangezien de schrijver in 1946 overleed, betekende dat voor een aantal werken dat die postuum verschenen, zo ook voor dit werk.
Het manuscript van de roman is in bezit van de erven van de schrijver en berust in het Nederlands Letterkundig Museum.

### Uitgave
De eerste druk van het werk verscheen in 1948 bij Uitgeverij J.M. Meulenhoff te Amsterdam, voorzien van een stofomslag ontworpen door Fons Montens. Die eerste druk werd gezet uit de letter Bembo naar aanwijzingen van de boekverzorger en typograaf Huib van Krimpen (1917-2002) en gedrukt bij drukkerij G.J. Thieme te Nijmegen. Een tweede druk verscheen in 1975, bij Em. Querido's Uitgeverij in de reeks Salamanderpockets.

#### Luxe uitgave
Van deze uitgave verscheen een luxe, met de hand genummerde editie in een oplage van 50 exemplaren; deze exemplaren werden gebonden in halfperkament en gedrukt op Hollands papier van de firma Van Gelder Zonen. Op het linnen omslag staan de initialen AvS in goud gestempeld, op de rug auteursnaam en titel.